# Contré
Contré är en kommun i departementet Charente-Maritime i regionen Nouvelle-Aquitaine i västra Frankrike. Kommunen ligger  i kantonen Aulnay som ligger i arrondissementet Saint-Jean-d'Angély. År 2022 hade Contré 136 invånare.

## Befolkningsutveckling
Antalet invånare i kommunen Contré
Referens:INSEE